# عرفان (مجلة)
مجلة عرفان هي مجلة تونسية شهرية تصدر عن الاتحاد التونسي لمنظمات الشباب. صدر العدد الأول منها في يونيو 1966م. شعار المجلة هو «مجلة الأطفال في كل مكان». ليس للمجلة مقدمة، وتحوي صفحات كرتونية تبلغ حوالي 11 صفحة من بين 36 صفحة ملونة. حيث تعتمد المجلة على القصص والشعر، وأيضاً على العلوم، والمعارف العامة مثل «التلوث مشكلة الساعة»، و«كن ماهراً» كما تنشر مسرحيات للأطفال ذات الفصل الواحد.
كما تعتمد أيضاً على التسالي والألعاب، وهي تتضمن طرائف يرسلها الأطفال القراء ويُلاحظ كثرة الصفحات التي تتضمن مساهمات القراء، تنشر المجلة الصور والمسابقات فيما لا يقل عن 10 صفحات، كما تنشر قصصاً علميةً كرتونية، وتنشر الصورة في أماكن متفرقة من المجلة.
سعر المجلة في تونس 250 مليماً، وفي المغرب 2,5 درهماً وفي مصر 40 قرشاً، وذلك في العدد 304. ليس على الغلاف إشارة إلى مواد العدد وكان سعرها في بداية صدورها 100 مليماً تونسياً، تحولت المجلة فيما بعد إلى مجلة فصلية.

## الأبواب
- اسألوا عمي سعيد صاحب الرأي السديد
- في رياض الإسلام
- يمامة عرفان
- أغانٍ للأطفال
- روضة عرفان
- روض فكرك
- التلوث

## الشخصيات الرئيسة
- بيت جحا
- طيطس
- بوطرطورة
- شنيشن

## فريق العمل
- المدير المسؤول: السيد محمد العربي عبد الرزاق
- المدير: محمد بن سعد
- رئيس التحرير: عبد الحميد القسنطيني
- سكرتير التحرير: فتحي التبرسقي

### الكُتَّاب
- فتحي التبرسقي
- عبد العزيز الحاج طيب: ألف أغلب القصص
- محمد سلام
- قاسم الشريف
- حورية بوعزيز
- الهادي البرجي

### الرسامون
- أبو شاكر: يرسم العديد من الصفحات والقصص الكرتونية
- محمود الرباعي
- حسنين بن عمو
- المنصف زرياط